# I. liga žen 2019/2020
I. ligy žen se v sezóně 2019–20 zúčastnilo 8 klubů. Vítězem se stal klub SK Slavia Praha. Sezóna byla předčasně ukončena kvůli pandemii covidu-19.

## Tabulka základní části
| Poř. | Tým                              | Z  | V  | R | P  | VG | OG | B  |
| ---- | -------------------------------- | -- | -- | - | -- | -- | -- | -- |
| 1.   | SK Slavia Praha                  | 13 | 13 | 0 | 0  | 86 | 7  | 39 |
| 2.   | AC Sparta Praha                  | 13 | 11 | 0 | 2  | 71 | 9  | 33 |
| 3.   | FC Viktoria Plzeň                | 13 | 8  | 0 | 5  | 29 | 28 | 24 |
| 4.   | 1. FC Slovácko                   | 13 | 4  | 3 | 6  | 15 | 26 | 15 |
| 5.   | Lokomotiva Brno – Horní Heršpice | 13 | 3  | 2 | 8  | 16 | 36 | 11 |
| 6.   | FK Dukla Praha                   | 13 | 3  | 2 | 8  | 13 | 57 | 11 |
| 7.   | SK DFO Pardubice                 | 13 | 3  | 0 | 10 | 12 | 56 | 9  |
| 8.   | FC Slovan Liberec                | 13 | 3  | 0 | 10 | 7  | 30 | 9  |

## Nejlepší hráčky

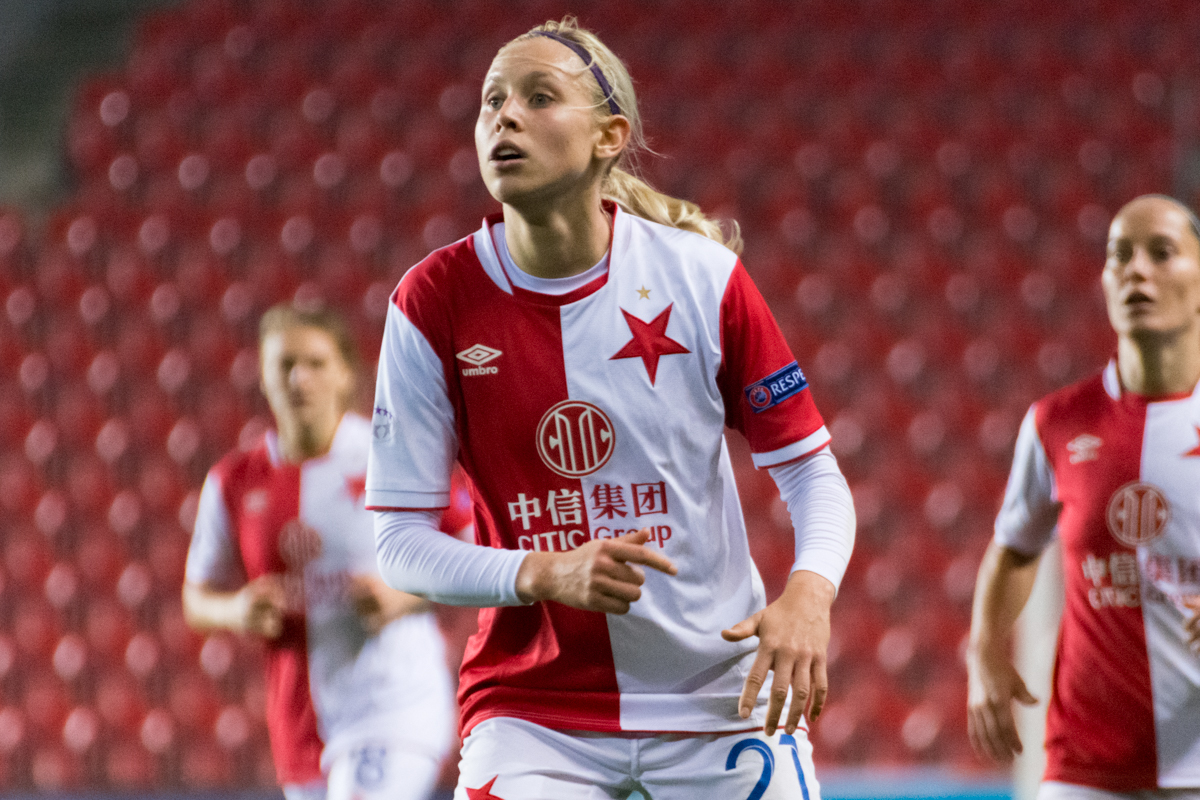
Nejlepší střelkyně ročníku 2019/2020 – Kateřina Svitková

### Nejlepší střelkyně
| Hráčka                     | Klub              | Góly |
| -------------------------- | ----------------- | ---- |
| Kateřina Svitková          | SK Slavia Praha   | 23   |
| Lucie Martínková           | AC Sparta Praha   | 18   |
| Tereza Kožárová            | SK Slavia Praha   | 18   |
| Gabriela Šlajsová          | FC Viktoria Plzeň | 11   |
| Christina Marie Burkenroad | AC Sparta Praha   | 11   |
| Petra Divišová             | SK Slavia Praha   | 7    |
| Miroslava Mrázová          | FC Viktoria Plzeň | 7    |